# Melilotus officinalis
Жути кокотац ( лат. Melilotus officinalis) је двогодишња зељаста биљка из породице махунарки (лат. Fabaceae).

## Опште карактеристике
Стабло је усправно, разгранато, обрасло длакама или без, може достићи до 1 m висине. Корен је дубок и добро разгранат. Листови су смештени на лисној дршци дужине до 1 cm, ситни су, састављени од три наопако јајаста листа, од којих је средњи обично нешто већи, неправилних назубљених ивица. На дну лисне дршке налазе се два мала, уска листа. Цветови су мали, дуги око 0,5 cm, жути, по 30-70 скупљени у усправне гроздасте цвасти дужине 4-10 cm на врховима стабљика и расту из пазуха листова. Цветају од јуна до септембра. Плодови су мале махуне, дуге 3-4 cm, овалног облика и жућкасто-смеђе боје. Садрже 5-8 семена.

## Станиште
Широм Европе се налази у измењеном култивисаном земљишту, често на глиновитим и сланим земљиштима, док је у северној Европи ређи. У Португалу је рудерална врста која се налази у близини путева на песковитим земљиштима која су често влажна.
У неким деловима Европе биљка се гајила као крмна биљка или за сено.

## Етимологија
Латинско име рода Melilotus потиче од грчких речи meli (мед) и lotos (лотус). Име врсте officinalis је уобичајено име за биљке које се користе у медицини. На страним језицима позната је као жута слатка детелина, melilot, Gelber Steinklee, mélilot officinal, mélilot jaune, trébol de olor amarillo (шпа.), navadna medena detelja (сло.).

## Распрострањење
Аутохтоно присутан у: Авганистану, Албанији, Аустрији, Белорусији, Бугарској, Русији, Чешкој, Словачкој, Француској, Немачкој, Грчкој, Мађарској, Ирану, Ираку, Италији, Казахстану, Киргистану, Криму, Северозападној Европи, Пакистану, Пољској, Румунији, Шпанијаи, Швајцарској, Таџикистану, Турској, Туркменистану, Украјни, Узбекистану, Западним Хималајима, Западном Сибиру, Јемену, земљама бивше Југославије.
Алохтоно присутан у: САД, Алжиру, Аргентини, Балтичким државама, Бангладешу, Белгији, Боливији, Чилеу, Кини, Куби, Данској, Финској, Велика Британији, Ирској, Јапану, Кенији, Либану, Сирији, Либији, Мароку, Холандији, Новом Мексику, Новом Зеланду, Норвешкој, Аустралији, Шведској, Тунису, Уругвају.

## Конзервациони статус врсте
Жути кокотац је уобичајена врста и чини се да нема већих претњи. Налази се на неколико станишта која нису угрожена у Европи; стога се у Европи регионално оцењује као најмање забринута (енг. Least Concern).

## Употреба
Млади изданци, листови, цветови и семе су јестиви. Сви делови су јестиви сирови у салатама или се користе кувани. У фитотерапији користимо горње надземне делове биљке у јулу и јуну и пажљиво и брзо сушимо на собној температури. Користе се за тегобе проширених вена, хемороида, за бољу циркулацију лимфе и за смањење пропусности капилара. Не би требало да га користе људи на антикоагулансној терапији. Веома је важно пажљиво сушење биљке. Кокотац садржи кумарин, који биљци даје пријатан, слаткаст мирис. Оксидацијом се претвара у дикумарол, који делује као антикоагулант, инхибира процес згрушавања крви и повећава пропустљивост крвних судова. Дакле, изазива обилно крварење, које је углавном фатално. Храњење стоке неисправно осушеним сеном може бити погубно, а такво сено не губи своју токсичност ни после четири године.

## Детаљи изгајања
Преферира добро дренирано до суво неутрално до алкално земљиште на сунчаном месту. Преферира глинено или слано земљиште. Не воли сенку. Одрасле биљке су отпорне на сушу. Цветови су богати поленом што ову биљку чини добром пчелињом храном. Ако се одсеку пре цветања, биљке ће расти још најмање годину дана пре него што одумру. Осушена биљка има сладак ароматичан мирис попут тек покошеног сена. Ова врста има симбиотски однос са одређеним земљишним бактеријама, те бактерије формирају квржице на корену и фиксирају атмосферски азот. Део овог азота користи биљке које расту, али део могу да користе и друге биљке које расту у близини.